# Phare de Blitvenica
Le phare de Blitvenica (en croate : Svjetionik Hrid Blitvenica) est un feu actif situé sur l'îlot Blitvenica, au sud-ouest de l'île Žirje (archipel de Šibenik de la municipalité de Šibenik dans le Comitat de Šibenik-Knin en Croatie. Le phare est exploité par la société d'État Plovput.

## Histoire
Le phare, construit en 1872, se trouve sur un îlot à l'extrémité ouest de l'archipel de Šibenik. L'îlot rocheux escarpé se trouve à proximité d'un abîme en eau profonde d'une profondeur atteignant 200 mètres contenant du corail rouge. L'eau profonde est riche en poissons tels que le thon, ce qui en fait un spot de pêche au gros. On a également vu des requins bleus se nourrir du thon à proximité.
Achevé en 1872, le phare se compose d'une maison de deux étages, construite autour de la base d'une tour octogonale supportant une seule galerie et une lanterne peinte en blanc. La construction du phare a souvent été retardée en raison des difficultés du débarquement des matériaux sur l'îlot dans les mers agitées. Les travailleurs étaient souvent bloqués pendant un certain nombre de jours lorsque les conditions se détérioraient, les laissant vivre avec des provisions minimales. Obtenir de l'eau douce a également été un problème en raison de la faible pluviosité, donc une citerne d'eau a également été construite pour les gardiens, et est encore utilisée aujourd'hui.
Le phare est exploité et entretenu par la société d'État Plovput. En 1990, la lumière a été automatisée et les gardiens ont été retirés, mais en 2002, ils sont retournés sur le site en raison de son importance, et pour aider à son entretien et pour le maintenir en sécurité. Un changement d'équipe sur l'îlot dure quinze jours.

## Description
Le phare  est une tour octogonale en pierre blanche de 21 m de haut, avec galerie et lanterne attachée à une maison de gardien de deux étages. La tour est en pierre blanche non peinte et la lanterne est blanche. Il émet, à une hauteur focale de 38 m, deux brefs éclats blancs et rouges, selon direction, de deux secondes toutes les 30 secondes. Sa portée est de 24 milles nautiques (environ 44 km) pour le feu principal et 12 milles nautiques (environ 22 km) pour le feu de veille.
Il possède un Système d'identification automatique pour la navigation maritime.
Identifiant : ARLHS : CRO-002 - Amirauté : E3226 - NGA : 13304.

## Caractéristiques dufeu maritime
Fréquence : 30s (W-W)
- Lumière : 1,2 seconde
- Obscurité : 6,6 secondes
- Lumière : 1,2 seconde
- Obscurité : 21 secondes

|          |
| Le phare |

|                  |
| Les îles croates |

### Lien connexe
- Liste des phares de Croatie